# Щитовые деньги

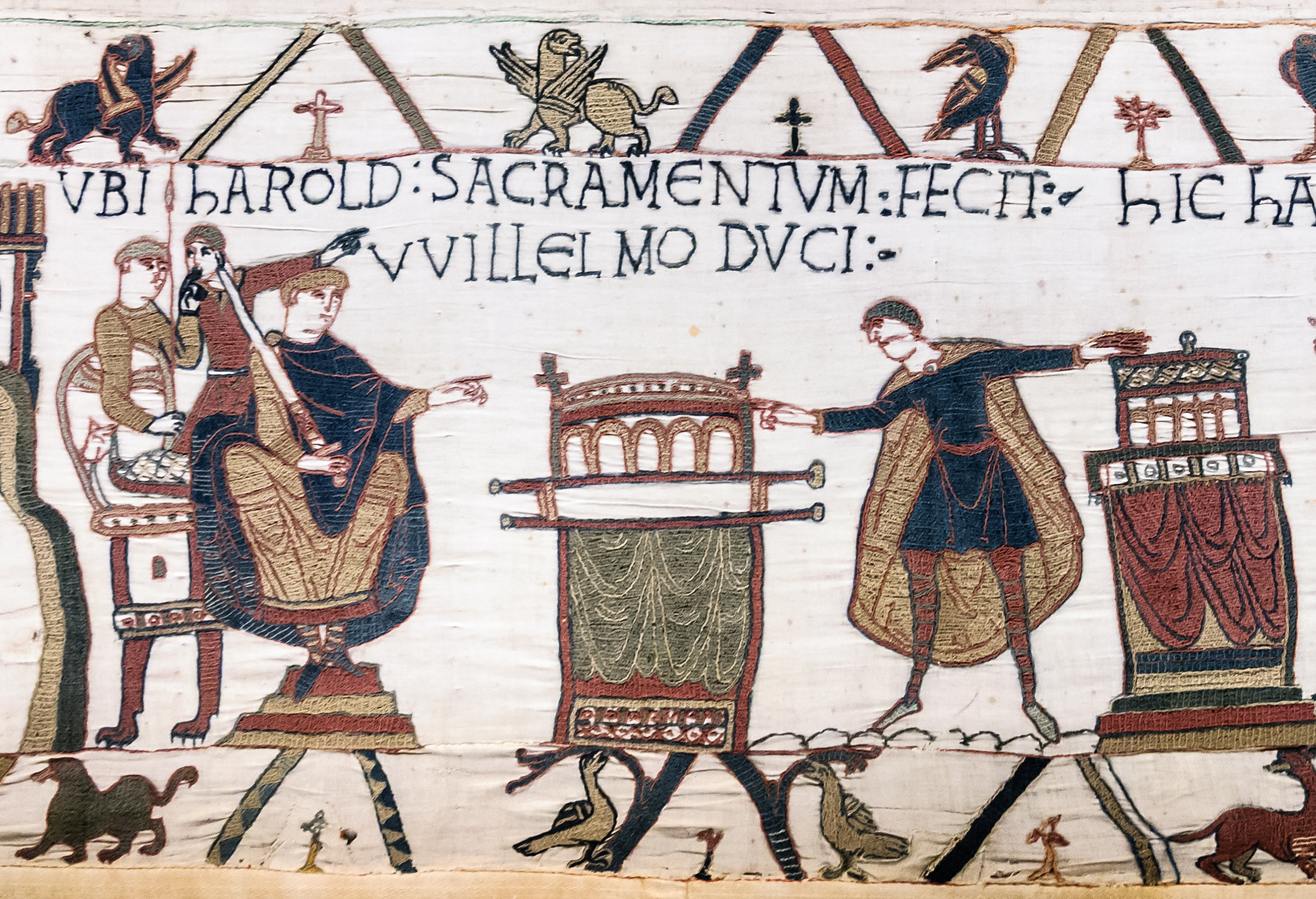
Вильгельм I Завоеватель, Гарольд II Годвинсон и Гобелен из Байё

Щитовые деньги (скутагий; англ. scutage; лат. scutagium от лат. scutum — щит) — вид денежного сбора в средневековой Англии, взимаемого с держателей рыцарских феодов взамен их личной службы в армии короля. Первоначально носил характер феодальной повинности, позднее трансформировался в налог, предназначенный для покрытия военных расходов короля. Резкое повышение ставки щитового сбора в период правления Иоанна Безземельного стало одной из причин восстания баронов, завершившегося подписанием «Великой хартии вольностей». Несмотря на то, что хартия запретила произвольное взимание монархом щитовых денег, этот вид налога сохранялся в Англии до начала XIV века.

## Происхождение
Классическая вассально-ленная система, введённая в Англии Вильгельмом Завоевателем, предполагала предоставление королём земельных владений феодалам под условием их военной службы в пользу монарха. Однако достаточно рано трудности в сборе феодального ополчения привели к возникновению практики коммутации рыцарской службы, требуемой с лена, в денежную ренту. Эта рента получила название «щитовых денег». Уже во времена Генриха I значительная часть земель передавалась в держания именно под условием уплаты определённой денежной суммы взамен личного участия рыцаря в войске короля. Первыми на уплату щитового сбора перешли церковные владения, и первый достоверно известный сбор этого платежа в 1156 году касался исключительно земель церкви. Хронист аббатства Св. Эдмунда в Суффолке Джоселин Бракелондский сообщает, что его настоятель Самсон добился в конце XII века от каждого из 50 рыцарей монастыря повышения подобного взноса с 29 пенсов до 3 шиллингов. Позднее практика замены военной службы щитовыми деньгами расширилась и на светские рыцарские держания. Этому также способствовали процессы субинфеодализации и дробления земель феодалов, в результате которых многие маноры оказались недостаточно прибыльными для поддержания в боеспособности даже одного рыцаря. В XII веке появились лены, с которых их держатель был обязан предоставить половину, треть, десятую или даже сотую часть денежной суммы, заменяющей личное участие рыцаря. Выполнение этой обязанности обеспечивалось уплатой соответствующей доли суммы щитовых денег.

## Эволюция
Обычная ставка щитового сбора не превосходила одного фунта стерлингов (полторы марки серебра) с лена, обязанного к выставлению одного рыцаря. Однако законодательно размеры не были фиксированы, что позволяло королям достаточно произвольно устанавливать ставки щитовых денег. Средства, поступающие от этого сбора, направлялись на финансирование найма профессиональных военных, оплаты феодального ополчения, в случае его нахождения в боеготовности сверх установленных сроков, а также на иные цели по усмотрению короля. В правление Ричарда I Львиное Сердце английская армия практически непрерывно вела войны во Франции, что требовало огромных затрат, поскольку, согласно обычаю, рыцари могли находиться в королевском войске без оплаты не более 40 дней в период мира и двух месяцев в период войны. Уже в 1196 г. король впервые предложил баронам Англии уплатить разовый щитовой сбор в обмен за освобождение их от военной обязанности. Относительная регулярность взимания щитовых денег в начале XIII века фактически превратила этот платёж в разновидность налога, которым облагались земельные держания рыцарей и баронов, аналогичного талье, взимаемой королями с городов и вилланов. Для выполнения своей обязанности по уплате щитовых денег бароны часто прибегали к взиманию соответствующей денежной «помощи» со своих вассалов и крестьян.
В период правления Иоанна Безземельного ставка щитового сбора резко возросла: король стал взыскивать 2,5—3 марки с рыцарского лена. Кроме того, сбор налога стал производиться практически каждый год. Это вызвало резкое возмущение английских баронов и рыцарей, вылившееся в массовые выступления против короля и утверждение в 1215 г. «Великой хартии вольностей». Одной из статей хартии королю запрещалось взимать щитовой сбор и другие налоги без согласия баронов и рыцарей королевства. Однако уже в новой редакции хартии 1217 г. это положение было заменено обязательством короля не превышать ставку щитового сбора, существовавшую при Генрихе II. Фактически, однако, до конца XIII века щитовые деньги взимались королями в размере трёх марок с рыцарского лена, но каждый такой сбор одобрялся собранием баронов государства. При Эдуарде I ставка налога в два фунта применялась исключительно к земельным держаниям рыцарей, тогда как сумма взноса с владений баронов согласовывалась с королём. В XIV веке значение щитовых денег для пополнения королевской казны значительно снизилось, а в 1340 г. Эдуард III отказался от права монарха единолично определять размер налогов, перейдя к системе субсидий, вотируемых английским парламентом.